# 献名
献名（けんめい）とは生物の命名に際して特定の人物の名前を織り込むこと。生物の種を記載し学名を命名するのに際して、しばしば命名者が特定の人物に敬意を表して名前を織り込む慣行がある。

## 概要
献名の対象となる人物は記載された種を採集して命名者に提供した人物であることが多いが、命名者が個人的に恩義を感じている人物、あるいは命名者が尊敬する人物であることも稀ではない。これは分類学的研究に多大な経済援助が必要であった19世紀に、研究者が援助者への謝意を示すために行ったものが慣例として残ったと言われている。
献名は二名法を考案したカール・フォン・リンネが既に実施している。リンネが献名を記載した植物の例としては、クリスティアン・フランツ・パウリニへ献じたガラナ（Paullinia cupana）、動物の例としては、ジョヴァンニ・ビアンキの筆名プランクス（Plancus）へ献じた北インド洋のオニヒトデ（Asterias planci（現Acanthaster planci））がある。微生物学の発達とともに、細菌にも学名を付けるようになると、発見者や純粋培養成功者を中心に献名するケースが出てきた。ルイ・パスツールに献名されたパスツレラ属（Pasteurella Trevisan 1887）や志賀潔に献名された赤痢菌属（Shigella Castellani and Chalmers 1919）などがある。
一方で、自然科学に直接寄与しない、命名者が尊敬する人物に対する献名も見られる。国の支配者である王族への献名の例として、イギリスのヴィクトリア女王にちなむオオオニバス属（Victoria Lindley）やオランダ王妃アンナ・パヴロヴナにちなむキリ属（Paulownia Siebold & Zucc.）などがある。政治家に対する献名も多い。2016年には、アメリカ大統領選挙に前後して、任期満了が迫る44代大統領バラク・オバマと次期大統領に選出されたドナルド・トランプにちなむ新学名が相次いで発表された。オバマへの献名は新発見の吸虫Baracktrema obamai、トランプへの献名は絶滅したウニの化石Tetragramma donaldtrumpiである。命名者が好む大衆芸能人への献名も多い。2014年には、ジョン・レノンにちなむオオツチグモ科の新種Bumba lennoniやオジー・オズボーンにちなむアマガエル科の新種Dendropsophus ozzyiの学名が発表され、ポピュラー音楽愛好家の話題を呼んだ。
学名に使われるラテン語は屈折語であるので、献名された人名も語尾などが変化する。
属名への献名は、植物・細菌と動物ではルールが異なる。植物・細菌では人名由来の属名は女性形（語尾-ia・-ea）であることが求められ、動物は性の規定はなく、男性形（語尾-ius）の使用も許容される。動物では、例えば魚類学者田中茂穂の献名に女性形のTanakia Jordan & Thompson, 1914（アブラボテ属）と男性形のTanakius Hubbs, 1918（ヤナギムシガレイ属）の二通りがあっても問題ない。
種小名は属名の性に応じ形容詞化（男性名-anus・女性名-ana、中性名-anum）または属名の性に関係なく属格化（-aeまたは-i(i)）する。-iは母国語名に属格の接尾辞を加えたもので、-iiはラテン語名を属格化したものである。例えばフランスの博物学者ジョルジュ・キュヴィエへの献名の場合、エドミガゼルの学名Gazella cuvieriはフランス語名Cuvierに接尾辞をつけてラテン語化した種小名で、アフリカチゴハヤブサFalco cuvieriiはラテン語名Cuvieriusを属格化した種小名である。
歴史的人物を学名に織り込む場合は、形容詞化・属格化を行わず、そのまま種小名とすることがあり、献名とは意味合いが異なる。「世界最大の蛾」の一つに挙げられるカエサルサンAttacus caesarはローマ皇帝ガイウス・ユリウス・カエサルの名がそのまま種小名である。和名の例としては、土佐湾で発見されたイセエビ科の新種に、土佐藩出身の坂本龍馬にちなんだリョウマエビがあるが、これも献名とはいい難い。

## 具体例
献名が施されるのは、学名の属名と種小名、または一般名（Common name）いずれも該当する。
属名の例としては、キク科園芸種の一つとして知られるダリア属（Dahlia Cav.）がある。1789年にメキシコからマドリード王立植物園に送られた新種に対し、園長アントニオ・ホセ・カヴァニレスが同年に死去した植物学者アンデシュ・ダール（Anders Dahl）に捧げ、1791年に発表した学名である。同様に、アヤメ科の園芸種フリージア（Freesia Eckl. ex Klatt）も、発見者クリスティアン・フリードリヒ・エクロンが親友フリードリヒ・フレーゼに捧げた献名である。
種小名の例であるが、島原半島で発見されたキリギリス科のウンゼンヤブキリモドキ Tettigoniopsis ikezakii Yamasaki, 1983 は、長崎県在住の昆虫研究家、池崎善博によって採集された標本により新種記載が行われた。そのため、新種の可能性に気付いて命名者に標本を提供した池崎への敬意が、種小名の ikezakii に反映されている。1994年に西表島で発見されたコガネムシの新種に対し、平沢伴明はマンボウビロウドコガネMaladera (Eumalagedera) kitamorioi Hirasawa, 2011と命名した。平沢と交友があり、昆虫採集に造詣が深く、昆虫を主題とする文学作品を多数残し、コガネムシ科の昆虫を好んで収集していた作家の北杜夫に対する献名で、和名の「マンボウ」は北の随筆集におけるペンネームである「どくとるマンボウ」に因む。
ヤブカ類のトウゴウヤブカ Aedes (Finlaya) togoi (Theobald, 1907) は新種記載の2年前、1905年の日露戦争での日本海海戦で名提督の名声を得た東郷平八郎に敬意を表した命名であり、当然のことながら東郷がこのカの標本を採集して命名者に提供したのではない。一方で、軍人は外交官の職務だけではなく、植民地化や市場開拓に備えた探検家・学術調査団長の側面を持つ。「日本最大の淡水魚」「幻の淡水魚」と名高いイトウの学名Hucho perryi (Brevoort, 1856)は、黒船を率い日米和親条約を締結したマシュー・ペリーへの献名である。条約締結後、函館を視察したペリーは、イトウの生息を知り、イギリス学会に紹介した。同時に、日本近海の小笠原諸島・琉球王国調査のために同行させた学術調査団にも情報提供した。調査団の一員ジェイムズ・カーソン・ブレボートは、サクラマス/ヤマメ（Oncorhynchus masou）、サンマ（Cololabis saira）、マアナゴ（Conger myriaster）など62種の日本産新種魚類を1856年に発表した。その中に、ペリーに献名したイトウも、新種のサケSalomo perryiとして報告している。
一般名の例としては、ハナゴンドウ（Grampus griseus Cuvier, 1812）の英名Risso's dolphinがある。ハナゴンドウの生態を研究した文献を最初に出したといわれる海洋学者アントワーヌ・リッソにちなむ。ただし、ハナゴンドウは三大洋に広く生息する汎存種であるため、世界各地でさまざまな一般名がつけられており、Risso's dolphinの英名が必ずしも認知されているわけではない。
欧米では、結果的に属名と種小名の双方に献名が施される例が出てくる。「世界最大の花」として名高いラフレシアは、1826年に発見された最初の種にRafflesia arnoldii R.Br.という学名が与えられた。属名はこれを発見したスマトラ島探検隊の隊長を務めたトーマス・ラッフルズ、種小名は彼に同行し、本種を記録したジョセフ・アーノルドに対する献名である。
ヤマドリの亜種コシジロヤマドリ（Syrmaticus soemmerringii ijimae (Dresser, 1902)）は、種小名も亜種小名も連続して献名である。東京帝国大学の飯島魁はイギリスの博物学者ヘンリー・イールス・ドレッサーに標本を贈った。ドレッサーは「新種のキジ」として、飯島への献名を込めたPhasianus ijimae Dresser, 1902 として命名した。しかし、既に命名済みのアカヤマドリ（Syrmaticus soemmerringii(Temminck, 1830)）の亜種と判明したため、学名が統合されてしまった。アカヤマドリの種小名 soemmerringiiも、コンラート・ヤコブ・テミンクがドイツの解剖学者ザムエル・トーマス・フォン・ゼンメリンクに献名したものであったため、2人の学者が並ぶ珍事となった。
カジカガエルの学名はBuergeria buergeriで、属名も種小名も同一人物への献名である。シーボルトが率いた出島の医師団で薬剤師を務めたハインリヒ・ビュルゲルにちなむもので、日本からの標本を受け取ったヘルマン・シュレーゲルとコンラート・ヤコブ・テミンクは、まず1838年にアマガエル属の新種としてHyla bürgeriと命名した。同年、ヨハン・ヤコブ・フォン・チューディが新属Buergeriaを提案し、現在の学名となった。ビュルゲルは本業の薬剤師のみならず、博物学の面でもヨーロッパでは高い評価を得ており、長らく日本唯一種のキリギリスと言われていたニシキリギリスGampsocleis buergeri (de Haan, 1843)にも献名されている。類似例としてアカガオインコのGeoffroyus geoffroyiがある。ただし、献名を受けたジョフロワ・サンティレール家は、父エティエンヌと子イジドールが親子二代で博物学者となったため、属名は父子どちらへの献名なのか明確ではない。目下、属名も父への献名とする説が優勢である。
そのジョフロワ・サンティレール父子だが、南米に生息するヘビクビガメ科カエルガメ属（Phrynops）にそれぞれの献名を持っている。1812年に家名 Geoffroyを元に記載されたジョフロアカエルガメP. geoffroanus (Schweigger, 1812)は父エティエンヌへ、1835年に領主名Saint-Hilaireを元に記載されたヒラリーカエルガメP. hilarii (A.M.C. Duméril & Bibron, 1835) は子イジドールへの献名とされている。
学名と一般名が献名である例にはサラワクイルカがある。1956年、大英博物館に死蔵されていた本種の頭蓋骨を鑑定したフランシス・フレーザーは新種のイルカであることに気づき、1895年にボルネオ島サラワクの海岸でその漂着頭蓋骨を採取したチャールズ・ホーズに因みLagenodelphis hosei Fraser, 1956の学名で発表した。1970年代に生体の目撃が増えるにつれ、新種記載したフレーザーに因みFraser's dolphinの一般名が広まった。
ミツクリザメ（Mitsukurina owstoni Jordan, 1898）は、本種を捕獲したアラン・オーストンの名が種小名、彼から標本の提供を受けた東京大学三崎臨海実験所長の箕作佳吉の名が和名と属名に献名されている。
植物・動物・細菌のそれぞれの分野は独立しているので、それぞれの分野に同一の学名、特に属名が記載されることも珍しくない。献名においても、植物と動物にそれぞれ別人に献名したGrayiaという同名の属がある。植物のGrayia属は、アメリカの植物学者エイサ・グレイにちなみ、1840年にウィリアム・ジャクソン・フッカーとジョージ・ウォーカー＝アーノットが命名したヒユ科またはアカザ科グライア属である。動物のGrayia属は、イギリスの動物学者ジョン・エドワード・グレイにちなみ、1858年にアルベルト・ギュンターが命名したナミヘビ科グレイヘビ属である。ほかにも、ジョン・エドワードの弟ジョージ・ロバート・グレイや兄弟の父であるサミュエル・フレデリック・グレイなど、グレイ姓の博物学者は枚挙に暇がなく、グレイ氏にちなむ種小名は膨大で、誰に宛てた献名なのかは慎重な検討を要する。
献名は多くの場合はファミリーネーム・苗字が宛てられるが、フルネームの場合やファーストネームの場合もある。フルネームの例としては、先述のマンボウビロウドコガネに冠された北杜夫の場合や、熱帯魚ファンにはヘッケルディスカスのシノニムとして知られるSymphysodon discus willischwartzi W. E. Burgess, 1981の亜種小名にあるブラジルの熱帯魚輸出商ウィリ・シュワルツなどの例がある。ファーストネームの例としては、開国直後の函館に留め置かれて植物採集ができなかった植物学者カール・ヨハン・マキシモヴィッチに代わり、道内の植物採集を行った須川長之助などがある（例・イヌシデ（Carpinus tschonoskii Maxim.）。マキシモヴィッチはドイツ系ロシア人なので、「ちょうのすけ」の綴りはドイツ語表記となっている）。また、東京帝国大学三崎臨海実験所に多数の海産物を納めた漁師青木熊吉にも複数の献名があり、クマイタチウオMonomitopus kumae Jordan & Hubbs, 1925の和名と種小名は、青木の通称「三崎の熊さん（熊公）」に対する献名である。先述のシュワルツ家は魚類最多の種が属するコリドラス属（Corydoras）を多数輸出していたため、店主本人にちなむコリドラス・シュワルツィ（C. schwartzi Rössel, 1963）のみならず、妻にちなむコリドラス・ロビネアエ（C. robineae (Burgess, 1983) ）、息子にちなむコリドラス・アドルフォイ（C. adolfoi Burgess, 1982）という具合に、一家で献名を受けている。
献名は直接的に人名を織り込んで敬意を表する場合と、間接的な表現の場合とがある。例えばインドネシアに分布するハゼの一種 Platygobiopsis akihito は、長年ハゼの分類学的研究を行っている上皇明仁に献名されたものであり、種小名に akihito として直接名前が用いられている。一方クシクラゲの一種コトクラゲ Lyrocteis imperatoris は昭和天皇が相模湾より採集した標本によって記載されており、命名者である駒井卓がこれに敬意を表して献名している。しかし「裕仁」の名を用いたわけではなく、「皇帝/天皇の」を意味するimperatoris という間接的な表敬になっている。

## 注意点
世間一般では、分類学者は自分の発見した新種の生物に自分の名を付けると考えられている場合があるが、そういうことはまずない。カール・フォン・リンネが特に愛好したリンネソウに自らの姓を冠したLinnaea borealis L.という学名を付けた例はあるが、ごく稀な例である。命名した学者の名は、二名法の学名に続いて標記される命名者としてのみ残される。
先述のコシジロヤマドリ、後述のミヤベイワナやスエコザサのように、亜種・変種と見なされれば、献名は基亜種の種小名に続けて連名となって残されるが、既知の種と同一と判明すれば、シノニムとして無効化されてしまう。例としてはウイゴンベ（syn.Cyprinocirrhites ui Tanaka, 1917）がある。田中茂穂は宇井縫蔵が著した「紀州魚譜」に新種の魚を見出し、宇井に献じて和名と学名を発表した。しかし、ピーター・ブリーカーが記載していたスワローテール・ホークフィッシュ（Cyprinocirrhites polyactis  (Bleeker, 1874)）そのものであることが判明し、宇井へ献じた学名は無効となった。田中はさらに、語呂が良くない和名も変更しようと提案したが、かろうじて宇井の名は和名に残された。
カール・ヨハン・マキシモヴィッチは多数の日本産植物を記載している。そのひとつメグスリノキをAcer nikoense Maxim.と発表した。しかし、発表前にフリードリッヒ・アントン・ヴィルヘルム・ミクェルがAcer maximowiczianum Miq.として記載していた。発表順が逆であれば、マキシモヴィッチはミクェルからの献名を自ら葬る羽目に陥るところであった。
そのミクェルは、自らへの献名を属の統廃合で失う憂き目に遭っている。ジョージ・アーノットはセイロン島やアンダマン諸島などベンガル湾周辺原産のイネ科植物5種を新属と判定し、ミクェルの名を冠したMiquelia属を1841年に新設した。しかし、のちにアオシバ属Garnotiaと同一とする説が支持され、統合の結果、無効名となった。
また、一般には自分の名前が学名の一部として残る事は喜ばしいと考えられているが、存命中の人物、特に同じ研究分野の人物に献名する場合には事前に了解をとることが推奨される。献名されたということは、時にその生物の研究に関与はしたが新種と認識できなかった、記載の発表に至ることができなかったことを端的に示すものであり、それを嫌う研究者もいるからである。
一方、事前承諾が察知され、献名を握り潰す事件がトガクシソウの新属独立時に発生している。東京帝国大学の矢田部良吉は採取した新種を「トガクシショウマ」と命名して育成し、カール・ヨハン・マキシモヴィッチに鑑定依頼したところ、1888年、マキシモヴィッチは新属新種と判断し、Yatabea japonicaの新学名の承諾を求めるとともに、検討材料として花の標本の送付を要求した。しかし、トガクシショウマは先に伊藤謙により発見され、伊藤圭介が「トガクシソウ」と命名し、1885年に伊藤篤太郎によって既にPodophyllum japonicumと発表されていた。東京帝大・小石川植物園へ頻繁に出入りしていた篤太郎は矢田部の動きを知り、両者が同一種と気づいた。叔父が発見し、祖父が命名し、自らが世界に知らしめたトガクシソウを「伊藤家の花」と認識していた篤太郎は、伊藤家を差し置いて矢田部が発見者と誤解されることを危惧し、矢田部より先手を打ち、江戸時代の植物学者小野蘭山の名を持ち出し、新属Ranzaniaと新属移転を発表した。これが日本人から日本人へ献名した最初のケースとなったのだが、献名を無効化された矢田部は激怒し、篤太郎を出入り禁止とした。
また、別な理由で喜ばれない例もある。日本のササラダニ類の分類学の大家である青木淳一は、東大農学部害虫学研究室に所属しながら、ササラダニに関心を持ったために卒業論文の課題としてその分類学を選んだ。指導教官の山崎輝男がこれを許したことに青木は感謝して、その際に発見された新種に彼の名を献名し、和名も「ヤマザキオニダニ」としたところ、「山崎鬼ダニとは何事か」と、喜んでもらえなかったという(青木淳一 1996)。
さらに、新種の性質によっては、献じた相手を侮辱していると見なされることもある。2016年、チェコの大学に所属する中国人の昆虫学者王成斌は中国最高指導者の習近平に敬意を込めて、中国海南島で発見した新種かつ希少種のセスジムシ科の昆虫を Rhyzodiastes xii と命名したが、腐った木を餌とすると見做されたためか、中国当局の検閲官により国内のインターネット上にあるこの昆虫に関する情報が削除された。王はその食性を「政治腐敗の真っ只中に飛び込み、食い尽くす習主席」になぞらえて理解を求めたが、状況は改善されていない。
琉球大学熱帯生物圏研究センターの成瀬貫は、2014年夏にNHK「ダーウィンが来た! 〜生きもの新伝説〜」と日本テレビ「所さんの目がテン!」の取材を相次いで受け、いずれも番組内でカニの新種発見を達成している。前者において、成瀬は和名の命名権をリポーターの川田広樹（ガレッジセール）に譲った結果、川田は苗字そのままの「カワタガニ」を提案した。後者においては、番組コンセプトが「放送25周年の記念として、新種を発見し、番組名を冠する」ことにあり、成瀬は要望に応え、和名に番組名を冠した「メガテンガニ」、学名に番組の司会者所ジョージへの献名を込めたProexotelson tokoroiを提唱した。これらの成瀬やテレビ局の態度については「ふざけている」「軽率である」などの批判も寄せられた。
記載の時に命名者が誰に捧げたのか伝承されなかったため、誰に対する献名なのか明確でなくなった例は多い。アフリカミナミイセエビJasus lalandiiは、天文学者ジェローム・ラランドへの献名とする説（en:Jasus_lalandii）と博物学者ピエール・アントワーヌ・ドラランドへの献名とする説（de:Pierre_Antoine_Delalande）がある（彼はDelalande、de Lalande、de la Landeの3種の綴り方があり、ヒラマサSeriola lalandiのように前置詞抜きの献名がある）。アフリカミナミイセエビは、ドラランドが活動の拠点としたブラジルで標本が採集されていることから、畑違いのラランドへの献名を疑問視する学者がドラランドを支持する根拠となっている。
また、非ヨーロッパ言語を語源とする場合の誤解も多い。田中茂穂への献名として先に挙げたTanakiaとTanakiusは欧米では田中への献名とは気づかれず、「FishBase」には語源を「おそらく『貯水池』を意味するスワヒリ語のtanakiという語」と解説されている。

## 命名者に献名されているように見える例
前述のように、命名者が自分の名前を付けることは基本的にはないが、まれに命名者の名が学名に含まれるかのような場合がある。しかし以下に例示する場合も全て実際には自分の名前を学名に付けてはいない。
- カビの1種であるサクセネア属は命名者表記を含めて学名を示すと Saksenaea S.B.Saksena (1953) となっている。この属名は "Saksena" という人名を規約に従って属名に適するように変形したものなので一見して命名者に対して献名されているように見える。しかしこれは命名者と同名の別の学者に献名されたものである。
- モンゴルから発見された恐竜の一種リンチェニア (Rinchenia ) は命名者の一人がリンチェン・バルスボルド（Rinchen Barsbold）であり、バルスボルドが自分の名前を付けているように見える。しかしバルスボルドはモンゴル人であり、モンゴルでは名前に姓ではなく父称を用いる。つまり "リンチェン・バルスボルド" とは「リンチェンの子バルスボルド」という意味であり、リンチェンとは彼の父の名であるのでこれは父への献名である。

## 和名の場合
和名に対しても献名が行われることが多いが、学名への献名を和名に反映する場合と、学名とは独立に献名を行う場合がある。先述のトウゴウヤブカは学名の togoi を和名のトウゴウに反映したものである。和名には献名に関することも含めて確たる命名規約は存在しないが、トウゴウヤブカのように属の和名（この場合「ヤブカ」属）の前に付すのが一般的である。

### 日本にも生息する生物の外国人への献名例
日本列島を含むユーラシア大陸全土・北半球・太平洋全域に生息する生物は、すでにヨーロッパで発見され、学名に献名を冠されていることがある。日本固有種であっても、江戸時代に日本に駐在した学者から標本を提供され、新種記載された生物がある。多くは日本固有の和名を別に持つが、和名にも献名が反映されていることもある。汎存種のアダンソンハエトリHasarius adansoni (Audouin, 1826)や固有種のシュレーゲルアオガエルRhacophorus schlegelii (Günther, 1858)が好例である。
- クロマツ Pinus thunbergii  Parl.　　　フィリッポ・パルラトーレ→カール・ツンベルク
- カラマツ Larix kaempferi  (Lamb.) Carriere　　　エィルマー・バーク・ランバート→エンゲルベルト・ケンペル
- シュロ（ワジュロ）　Trachycarpus fortunei (Hook.) H.Wendl.　ウィリアム・ジャクソン・フッカー、→ロバート・フォーチュン
- ミヤマザクラ　Prunus maximowiczii (Rupr.) Kom. Aliss.　フランツ・ヨーゼフ・ルプレヒト（ロシア語版）→カール・ヨハン・マキシモヴィッチ
- シラビソ　Abies veitchii Lindl.　ジョン・リンドリー→ジョン・グールド・ヴィーチ
- マリモ　Aegagropila linnaei Kütz.　フリードリヒ・トラウゴット・キュッツィンク（ドイツ語版）→カール・フォン・リンネ
- †ナウマンゾウ Palaeoloxodon naumanni  (Makiyama, 1924)　　　槇山次郎→ハインリッヒ・エドムント・ナウマン
- シマフクロウ Ketupa blakistoni (Seebohm, 1884)　　　ヘンリー・シーボーム→トーマス・ブラキストン
- ルリカケス　Garrulus lidthi Bonaparte, 1850　シャルル・リュシアン・ボナパルト→テオドール・ヘラルド・ヴァン・リート・デ・ユーデ
- ニホンマムシ Gloydius blomhoffii (Boie, 1826)　　　ハインリヒ・ボイエ→ヤン・コック・ブロンホフ
- ゲンゴロウブナ Carassius cuvieri  Temminck et Schlegel, 1846　　　コンラート・ヤコブ・テミンク、ヘルマン・シュレーゲル→ジョルジュ・キュヴィエ
- クロダイ Acanthopagrus schlegelii  (Bleeker, 1854)　　　ピーター・ブリーカー→ヘルマン・シュレーゲル
- ルリボシカミキリ Rosalia batesi  Harold, 1877　　　エドガー・フォン・ハロルド（ロシア語版）→ヘンリー・ウォルター・ベイツ
- オニヤンマ Anotogaster sieboldii  Selys, 1854　　　　エドモン・ド・セリ・ロンシャン→フィリップ・フランツ・フォン・シーボルト
- サワガニ Geothelphusa dehaani  (White, 1847)　　　アダム・ホワイト（英語版）→ウィレム・デ・ハーン
- ミズダコ　Enteroctopus dofleini （Wülker, 1910）　ゲルハルト・ヴュルカー（ドイツ語版）→フランツ・テオドール・ドフライン
- チョウセンハマグリ Meretrix lamarckii  Deshayes, 1853　　　ジェラール・ポール・デエー→ジャン＝バティスト・ラマルク

### 和名・学名への日本人の献名例
開国と文明開化を受け、明治以降は日本人分類学者が急増し、学名に献名を冠されることが増えた。クロビイタヤが動植物を通じ、初めて日本人へ献名された種といわれる。下に挙げた例は、生徒が恩師に贈ったもの、協力者に贈ったもの、発見者に贈ったもの、家族親族に贈ったものなど多種多様である。
- クロビイタヤ Acer miyabei Maxim.　　　　カール・ヨハン・マキシモヴィッチ→宮部金吾
- アズマザサ変種（スエコザサ）Sasaella ramosa var. suwekoana Makino 　　　牧野富太郎→牧野寿衛子（富太郎妻女）
- ヒュウガナツ　Citrus tamurana hort ex Tanaka　田中長三郎→田村利親
- アシタバ　Angelica keiskei (Miq.) Koidz　フリードリッヒ・アントン・ヴィルヘルム・ミクェル→伊藤圭介
- ヤッコソウ　Mitrastemon yamamotoi Makino　牧野富太郎→山本一
- ミナカタホコリ（ドイツ語版） Minakatella longifila G. Lister　　　グリエルマ・リスター→南方熊楠
- ワタセジネズミ Crocidura watasei Kuroda, 1924　　　黒田長礼→渡瀬庄三郎
- アズマモグラ　Mogera imaizumii(Kuroda, 1957)　黒田長礼→今泉吉典
- ノグチゲラ Sapheopipo noguchii (Seebohm, 1887)　　　ヘンリー・シーボーム→野口源之助
- キシノウエトカゲ Plestiodon kishinouyei (Stejneger, 1901)　　　レオンハルト・スタイネガー（ノルウェー語版）→岸上鎌吉
- アベサンショウウオ Hynobius abei Sato, 1934　　　佐藤井岐雄→阿部余四男
- †フタバスズキリュウ Futabasaurus suzukii Sato, Hasegawa & Manabe, 2006　　　佐藤たまき・長谷川善和・真鍋真→鈴木直
- オショロコマ亜種（ミヤベイワナ）Salvelinus malma miyabei (Oshima, 1938) 　　　大島正満→宮部金吾
- キムラグモ Heptathela kimurai (Kishida, 1920)　　　　岸田久吉→木村有香
- アメフラシ　Aplysia kurodai Baba, 1937　馬場菊太郎→黒田徳米
- ベニオキナエビス　Mikadotrochus hirasei(Pilsbry, 1903)　ヘンリー・ピルスブリー→平瀬與一郎
- エチゼンクラゲ　Nemopilema nomurai (Kishinouye, 1922)　岸上鎌吉→野村貫一
- ハブクラゲ　Chironex yamaguchii Lewis & Bentlage, 2009　チェリル・ルイス、バスティアン・ベントレージ→山口正士
- 横川吸虫　Metagonimus yokogawai (Katsurada, 1912)　桂田富士郎→横川定
- ヤエヤマヤシ属　Satakentia H.E.Moore　ハロルド・エメリー・ムーア→佐竹利彦
- アキヒト属　Akihito Watson, Keith & Marquet, 2007　ロナルド・E・ワトソン、フィリップ・キース、ジェラール・マルケ→上皇明仁
- オオムラサキ属 Sasakia Moore, 1896　　　フレデリック・ムーア（英語版）→佐々木忠次郎
- ホタルイカ属 Watasenia Ishikawa, 1914　　　石川千代松→渡瀬庄三郎
- ブチワシグモ属（イタリア語版） Kishidaia Yaginuma, 1960　　　八木沼健夫→岸田久吉

### 和名のみの献名例
- チョウノスケソウ
  - マキシモヴィッチの助手須川長之助への献名。彼の名は国内既知種には反映されなかったが、本種は例外的に未知種で、和名に採用された。
- キシダグモ科・キシダグモ属
  - クモ分類学者岸田久吉への献名。「キシダグモ」という和名のクモは実在せず、科・属の総称として用いられる。
- ミツクリエナガチョウチンアンコウ
  - 魚類分類学者箕作佳吉への献名。学名Ceratias mitsukurii Tanaka, 1908での新種記載を目指したが、すでに記載済みで実現しなかった。
- オーストンウミツバメ
  - 標本提供者アラン・オーストン（英語版）への献名。彼の名は日本産新種の学名によく採用されたが、本種は既知の生物であるため和名のみ採用された。
- ウチダザリガニ
  - 未知種の同定作業に標本を提供した内田亨への献名。シグナルザリガニの亜種であるが、特定外来生物の名称として一般化した。
- ミヤイリガイ
  - 日本住血吸虫の中間宿主と確定させた宮入慶之助にちなむ。山梨県での通称が一般化したもので、宮入本人は「カタヤマガイ」を提唱していた。